# Circes
Circes (llamada oficialmente Santa Mariña de Circes) es una parroquia española del municipio de Touro, en la provincia de La Coruña, Galicia.

## Entidades de población
Entidades de población que forman parte de la parroquia:
- As Penediñas
- Chaos (Os Chaos)
- Quintás

## Demografía
| Gráfica de evolución demográfica de Circes entre 2000 y 2019 |
|                                                              |
| Datos según el nomenclátor publicado por el INE.             |